# مركز بيجن والسادات للدراسات الاستراتيجية
مركز بيغن والسادات للدراسات الإستراتيجية BESA (مركز بيسا) هو مؤسسة بحثية إسرائيلية تابعة لجامعة بار إيلان وتدعمها مبادرة الناتو لمنطقة البحر المتوسط.
وتجري أبحاثًا ذات صلة بالسياسات حول الشؤون الاستراتيجية للشرق الأوسط والعالم، لا سيما فيما يتعلق بالشؤون الأمن القومي والسياسة الخارجية لإسرائيل والسلام والاستقرار الإقليميين.
تتمثل مهمة المركز في المساهمة في تعزيز السلام والأمن في الشرق الأوسط، من خلال البحوث الموجهة نحو السياسات حول الأمن القومي في الشرق الأوسط.
تقع في كلية العلوم الاجتماعية بجامعة بار إيلان. أسس المركز توماس هيشت، وهو زعيم يهودي كندي، وسمي تكريما لمناحيم بيغن وأنور السادات، اللذين وقعا معاهدة السلام المصرية الإسرائيلية، وهي أول اتفاقية سلام وقِعَتْ بين إسرائيل ودولة عربية.
هو واحد من حوالي 35 مركز بحثي في إسرائيل، والتي وفقًا لـ هانا إيلكا مايرز عادة ما يكون لها تأثير ضئيل على السياسة أو صنع السياسات على الرغم من أعدادها. وتشير في دراستها إلى أنه حتى رؤساء المؤسسات البحثية الإسرائيلية يقرون بعدم تأثيرهم على السياسة، وتنقل عن إنبار قوله: «يجب أن نكون متواضعين في تقييمنا لتأثير مراكز الأبحاث». تشمل الأسباب التي تمنع مؤسسات الفكر والرأي الإسرائيلية من أن تكون مؤثرة مقارنة بمثيلاتها في الولايات المتحدة: تركيزها الأكاديمي، ونقص التمويل، والتكوين السياسي للشعب، ومواقف المواطنين الإسرائيليين تجاه الحكومة. في حين أن طاقم المعهد يضم العديد من «الرجال العسكريين»، تشير مايرز إلى أن الجيش الإسرائيلي لديه مراكز بحث واستراتيجية مماثلة، وهي إن لم تكن مستقلة، لكن لديها إمكانية الوصول إلى معلومات سرية.
في عام 2017 انشق بعض أعضاء المعهد لإنشاء معهد القدس الجديد للدراسات الإستراتيجية (JISS)، والذي يتبع نهجًا مشابهًا للقضايا الأمنية.

## التمويل
يُمَوَّل كل من مركز بيجن والسادات للدراسات الاستراتيجة ومعهد القدس للدراسات الاستراتيجية من قبل الأسترالي جريج روسهاندلر من ملبورن. 

## مجالات البحث
- عملية التفكير الاستراتيجي الإسرائيلي
- الردع والأمن الإقليميان
- البدائل الإستراتيجية في عملية السلام
- السياسة الداخلية والخارجية للسلطة الفلسطينية
- الرأي العام الإسرائيلي حول الأمن القومي
- العلاقات بين إسرائيل والولايات المتحدة
- انخفاض حدة الإرهاب والعنف
- العلاقات الاستراتيجية الإسرائيلية التركية
- الأمن في الشرق إلى منطقة البحر الأبيض المتوسط
- مصادر المياه في الشرق الأوسط
- انتشار أسلحة الدمار الشامل
- الحد من التسلح في الشرق الأوسط
- الصناعات العسكرية
- الجيش الإسرائيلي في المستقبل
- العلاقات بين إسرائيل وآسيا

## روابط خارجية
- موقع معهد بيجن والسادات للدراسات الاستراتيجية